# Frío
"Frío" é uma canção do cantor porto-riquenho de música pop Ricky Martin com a participação da dupla Wisin y Yandel. A canção foi extraída como terceiro single oficial do nono álbum de estúdio de Ricky Martin, Música + Alma + Sexo, lançado em 2011.

## Formatos e lista de faixas
- Single digital Americano, Europeu, Britânico e Brasileiro[1][2][3][4][5][6]

1. "Frío" (DJ Wally Remix) – 3:15

- Single digital Americano, Europeu, Britânico e Brasileiro[7][8][9][10][11][12]

1. "Frío" (Remix Radio Edit) – 3:36

## Desempenho nas tabelas musicais
| Parada musical (2011)                           | Melhor posição |
| ----------------------------------------------- | -------------- |
| Argentina - (Argentina Top 40)                  | 1              |
| Estados Unidos - (US Billboard Hot Latin Songs) | 6              |
| Estados Unidos - (US Billboard Latin Pop Songs) | 7              |
| Estados Unidos - (US Billboard Tropical Songs)  | 5              |
| Porto Rico - (Puerto Rico Top 100)              | 24             |